# 범성애

범성애 깃발

범성애(汎性愛, pansexuality)란 상대의 성별(gender)에 상관없이 그 사람 자체에 성적 끌림을 느끼는 성적 지향이다.
남녀 이원론의 입장에서 양성애로 분류되는 경우도 있지만 성별을 구분하는 양성애와는 전혀 다른 개념이다.
사람을 여성 또는 남성으로 구분하지 않고 정체성 또한 신경쓰지 않으며 사람 그 자체를 사랑하는 것을 말한다. 예를 들어 동성애자가 '저 남자 (여자)가 괜찮다.'라고 생각할 때 범성애자는 '저 사람이 괜찮다.'라고 생각한다.
범성애가 양성애와 다르게 구분될 수 있는 가장 큰 특징은 '젠더 블라인드(gender blind)'라고 하여, 자신이 사랑하는 사람의 성별에 대하여 신경쓰지 않는다는 것이며, 범성애자들은 오직 그 사람을 볼 뿐, 그의 성에 대해 크게 생각하지 않는다.
널리 퍼진 하나의 예로는, 인터넷상에서 만난 한 남자를 여자라고 생각하고, 연애에 가까운 감정을 싹틔웠는데 그 후, 실제로 만나서 보니 상대가 남자임을 깨닫고도 좋아한다는 감정을 이어간다는 것이 있다.

## 어원
범성애(pansexuality)는 전성애(omnisexuality)라고도 불린다. 전성애는 모든 젠더에 이끌리는 종류의 사랑을 이야기하면, 범성애는 성별에 구애받지 않는 종류의 사랑을 이야기한다. 범성애의 영어 단어인 pansexuality의 접두사 pan-은 고대 그리스어로 '모두'를 뜻하는 πᾶν에서 온 것이다.
이 단어는 독일의 사상가 프리드리히 실러가 가장 처음으로 사용했다. 실러는 이성과 합리에 기반한 사랑을 설명하기 위해 이 단어를 처음 사용했다. 현대와 같은 의미의 혼종어로써의 범성애라는 단어는 1914년 지그문트 프로이트의 반대자들이 처음으로 사용했다. 이후 독일의 번역가들이 과거 실러가 주창했던 범성애라는 단어를 프로이트의 서적을 번역할 때 빌려와 사용하며 현대와 같은 용례가 정착하게 되었다.

## 양성애 및 기타 성적 지향과의 차이

### 정의
양성애(bisexuality)에 대한 사전적 정의는 '양쪽의'를 의미하는 bi-라는 접두사가 암시하듯 양 성별에 대한 성적 또는 낭만적 끌림을 나타내는 표현이다. 그러나 범성애는 여성과 남성에 구애받지 않고 모든 종류의 성별에 성적 또는 낭만적 끌림을 느끼는 종류의 사랑을 의미한다. 이러한 정의에 따라 범성애는 트랜스젠더, 간성, 논바이너리에 대한 끌림 역시 포괄하는 개념이다.
그러나 범성애가 남성이나 여성의 범주에 정확히 들어맞지 않는 사람들에 대한 유일한 성정체성인 것은 아니다. 학자들과 양성애자들 중에는 양성애가 단지 두 성별에 대한 성적 끌림을 의미한다는 개념으로 읽히는 것에 반대하는 사람들도 있다. 이들의 주장에 따르면 양성애는 단순히 두 젠더에 대한 끌림을 의미하지 않으며 다른 젠더에 대한 끌림 역시 포함한다. 젠더는 유전적, 호르몬적, 환경적, 사회적 요인을 포함하기 때문에 생물학적 성보다 더 복잡한 개념으로 여겨진다. 실제로도 양성애는 양성뿐 아니라 여러 성별에 대한 낭만적이거나 성적 매력을 느끼는 것으로 정의되기도 한다. 예를 들어, 매사추세츠에 있는 양성애자자원센터는 양성애를 "한 성별 이상의 성적, 정서적 매력에 대한 잠재력을 인식하고 존중하는 사람들을 포괄하는 용어"로 정의하고 있는 반면, 미국 양성애연구소는 "동성애와 차별성을 가진 많은 종류의 사람들을 위한 개방적이고 포괄적인 용어"라고 말한다. 이들은 양성애가 젠더가 아닌 생물학적 성에 대한 용어일 뿐이라고도 주장한다.

### 포괄적 용어
사회심리학자 코리 플랜더스는 "양성 우산"은 다양한 성별에 대한 매력을 표현하는 다양한 성적 정체성과 공동체를 묘사하기 위해 사용되는 용어이며, 종종 양성애자, 범성애자, 퀴어, 유동적 정체성뿐만 아니라 다른 정체성까지도 함께 묶는다고 말한다. 이러한 용어는 포괄성과 응집성 사이에서 균형을 맞추는 문제를 직면하기도 한다. 더 포괄적인 정의를 통해 더 많은 정체성의 사람들을 한 곳으로 모을 수 있는 반면, 다른 한편으로는 너무 많은 하위 그룹을 형성할 수 있다.

## 인구
2016년 2,000명의 미국인들을 대상으로 한 조사에 따르면, 18세 ~ 34세의 사람들 중 약 2% 정도가, 35세 이상의 사람들 중 약 1% 정도가 스스로를 범성애자라고 여긴다는 결과가 나왔다. 2017년에는 13세 ~ 17세 사이의 LGBTQ 청소년들 중 14%가 스스로를 범성애자로 여긴다는 결과가 나왔다.
국립트랜스젠더평등센터에 따르면, 미국 트랜스젠더의 25%가 양성애자라고 한다. 2017년 양성애 저널에 발표된 연구에 따르면 양성애자와 범성애자가 젠더와 양성애에 대한 정의를 이야기할 때 "범성애자와 양성애자가 생물학적 성이나 젠더를 어떻게 논의했는지에 차이가 없었다"며, 양성애자가 논바이너리를 인정하지 않는다는 통념은 사실이 아니라고 밝혔다. 2019년 뉴질랜드의 한 연구에 따르면 양성애자와 범성애자로 구성된 국가 대표 집단에 대한 연구에 따르면 나이가 적고 젠더가 다양한 사회의 경우, 그리고 마오리족의 경우 스스로를 양성애자보다 범성애자로 자각할 가능성이 더 높은 것으로 나타났다.